# Air Berlin
Air Berlin PLC & Co. Luftverkehrs KG (cunoscută ca Air Berlin, airberlin sau airberlin.com) a fost a doua companie aeriană ca mărime din Germania și a șasea din Europa cu sediul general al companiei în Berlin. Compania făcea parte din alianța aeriană Oneworld. Air Berlin a avut aproximativ 9.200 de angajați (ianuarie 2012) și a dispus de o flotă de 133 de avioane (iulie 2012). 
Compania a încetat activitatea pe data de 27 octombrie 2017, din cauza problemelor financiare, după ce în luna august a aceluiași an a cerut insolvența.